# Стационе ф.Ц. (Павија)
Стационе ф.Ц. је насеље у Италији у округу Павија, региону Ломбардија.
Према процени из 2011. у насељу је живело 45 становника. Насеље се налази на надморској висини од 84 м.